# タパタリ条約
タパタリ条約（タパタリじょうやく、繁体字中国語: 藏尼條約、ネパール語:थापाथली सन्धि）とは、1856年3月24日にネパールとチベットの間で締結されたネパール・チベット戦争の講和条約。なお、太平天国の乱で動揺していた清の代表はタパタリ宮殿で開かれた条約締結会談にあくまで立会人の立場で参加し、条約に形式的な修正をしている。内容は以下の通り。
- ネパールとチベットの両国は清国に敬意を払うべきこと。
- チベットはネパールに毎年1万ルピーを支払うこと。
- チベットが他国から攻撃されたとき、ネパールは可能な支援をすること。
- チベットはネパール商人に対してあらゆる種類の関税を免除すること。
- ネパールは占領したチベットの領土、捕虜、戦利品を返還すること。
- ネパールはチベットに廷臣（公使）を駐在させること。
- ネパールはラサに物品を販売する商館を設立できること。
- チベット人同士の紛争にネパール公使は介入しないこと。
- ラサにおいてチベット人以外の集団とネパール人との紛争は両国政府が協議して裁決する。
- 両国はそれぞれの国への逃亡した犯罪者をそれぞれの国に引き渡すこと。
- ラサにおけるネパールの財産をチベット政府は保護し、ネパール人の財産が掠奪された場合にはチベット政府がその損害を補償する。
- ネパールもチベット人に対して同様の保護と補償の責任を負う。